# Leopardspindel
Leopardspindel (Arctosa leopardus) är en spindelart som först beskrevs av Carl Jakob Sundevall 1833.  Leopardspindel ingår i släktet Arctosa och familjen vargspindlar. Arten är reproducerande i Sverige. Inga underarter finns listade i Catalogue of Life.